# وادي عياء
وادي عياء من أشهر الأودية في منطقة عسير جنوب المملكة العربية السعودية، حيث يقع بين مركزي بللحمر وبللسمر ويتبع إدارياً محافظة خميس مشيط، كما أنه يبعد عن مدينة أبها أكثر من 80 كيلو مترا. يحتوي الوادي على حصون وقلاع كبيرة، ومزارع ومساجد ومقابر أثرية وساحات أسواق.

## وصف الوادي
يبلغ طول الوادي أكثر من 60 كم تقريباً، ويتصف بالإتساع والاستواء حيث يزيد عرضه وينقص عن 250 متر، وهو يجمع عدداً من أودية السراة الكبيرة، من أشهرها وادي ذبوب وبيحان والعيص وشظى وصبح، ثم يسيل ليتصل بوادي بيشة. وفقاً للمصادر التاريخية أنه سكن هذا الوادي قبيلة الأواس بن حجر المشهورة، وقد برز منهم على حد قول كثير من المؤرخين الشاعر الجاهلي المعروف الشنفرى، والذي كان يُعد أحد فتّاكين العرب في الجزيرة العربية وأحد العدائيين وصاحب القصيدة الشهيرة بـ لامية العرب.

### القلاع
يحتوي الوادي على قلاع كبيرة وكثيرة، القلاع تنقسم إلى: حصون وقلاع حربية (عسكرية) منتشرة على سفوح وقمم الجبال حيث أجبرت ساكني الوادي الظروف المحيطة بهم لكثرة الحروب من أجل مراقبة الأعداء والدفاع عن أنفسهم، والقسم الآخر حصون وقلاع على جنبات وضفاف الوادي حيث أعدت للسكن وتخزين أغراضهم الشخصية وغالبا ما تكون قريبة من مزارعهم لحمايتها. اختلفت هذه الحصون والقلاع في عدد أدوارها وطوابقها حيث أبدع المعماريون في إخراج بنائها في أحسن صوره وفي غاية الدقة والإتقان من حيث الفن المعماري الأصيل، على الرغم من عدم وجود أدوات البناء المعروفة الآن، ثم القيام بزخرفة وتزيين واجهاتها بأشكال هندسية بالحجارة البيضاء المسماة (المرو) كما يظهر الفن المعماري جلياً وواضحاً فيها من خلال السمت في البناء وبدرجة كبيره من الإتقان والتساوي وعدم بروز أي حجره على الأخرى وعدم وجود أي خلل أو اعوجاج في البناء، كما استخدمت حجارة صغيرة مسطحة الشكل لسد الفتحات ما بين الحجارة الكبيرة وهي عملية تسمى (الكحل) كل هذا أضفى على تلك الحصون منظر جمالي رائع.
من الصفات التي ميزت أي حصن وجود ما يسمى (بالنحر) وهو عبارة عن شق في وسط الحصن يمتد من بداية الحصن إلى أعلاه حيث يشكل حماية خفية لمدخل الحصن وقد وضع في أعلى النحر فتحة كبيرة يمكن من خلالها مشاهدة الواقف عند باب الحصن والتعرف عليه أومن يحاول فتح الباب أو كسرة من الأعداء ليتم التعامل معه حيث يتم إرسال عليه حجره من تلك الفتحة. كما تميزت تلك الحصون والقلاع بنوافذها الجميلة والمزينة بحجر المرو الأبيض والتي أضفت عليها وعلى الحصون لمسة جمالية رائعة، النوافذ على نوعين سفلية صغيرة والهدف منها التهوية والإضاءة وحتى يكون الحصن في مأمن والتعامل من خلالها مع العدو، ونوافذ علوية كبيره وتتميز بأتساعها ويتم من خلالها مراقبة الأعداء.

### المقابر
يحتوي الوادي على مقابر جماعية منتشرة على جنبات وضفاف الوادي، أعدت هذه المقابر بشكل مختلف وجذاب وملفت للنظر فهي ليست كالقبور المتعارف عليها إنما جعلوها على شكل أبنية سطحية متعددة الأدوار تتراوح من طابق إلى أربعة طوابق، أي أنها تتراوح أطوالها من متر إلى أربعة أمتار حيث يعتبر كل طابق قبر، ويطلق عليها العامة من الناس اسم (الرسوس) والرسوس جمع رس والرس تطلق على القبر الذي يرتفع عن الأرض . كان أهل المقابر قد أعتنوا بها عناية فائقة حيث تم تزيينها بحجر المرو الأبيض وبأشكال هندسية مختلفة من مقبرة إلى أخرى مما أضفى عليها منظر جميل، يتخيل الناظر لها أنها واجهة حصن ثم لا يلبث أو يكتشف أنها مدافن ومقابر بعضها فوق بعض بداخلها بقايا عظام جعلت مقابر ومدافن لموتاهم.

## وصلات خارجية
- صور وادي وآثار عياء